# Temporada 1994-95 de los Portland Trail Blazers
La temporada 1994-95 fue la vigesimoquinta de los Portland Trail Blazers en la NBA. La temporada regular acabó con 44 victorias y 38 derrotas, ocupando el séptimo puesto de la conferencia Oeste, clasificándose para los playoffs, en los que cayeron en primera ronda ante los Phoenix Suns.

## Elecciones en elDraft
| Ronda | Puesto | Jugador         | Posición | Nacionalidad   | Universidad |
| ----- | ------ | --------------- | -------- | -------------- | ----------- |
| 1     | 17     | Aaron McKie     | Escolta  | Estados Unidos | Temple      |
| 2     | 43     | Shawnelle Scott | Pívot    | Estados Unidos | St. John's  |

## Temporada regular
| División Pacífico        | División Pacífico | División Pacífico | División Pacífico | División Pacífico | División Pacífico | División Pacífico | División Pacífico | División Pacífico |
| Equipo                   | G                 | P                 | %                 | PD                | Casa              | Fuera             | Div               |                   |
| ------------------------ | ----------------- | ----------------- | ----------------- | ----------------- | ----------------- | ----------------- | ----------------- | ----------------- |
| y-Phoenix Suns           | 59                | 23                | .720              | —                 | 32–9              | 27–14             | 23–7              |                   |
| x-Seattle SuperSonics    | 57                | 25                | .695              | 2                 | 32–9              | 25–16             | 16–14             |                   |
| x-Los Angeles Lakers     | 48                | 34                | .585              | 11                | 29–12             | 19–22             | 15–15             |                   |
| x-Portland Trail Blazers | 44                | 38                | .537              | 15                | 26–15             | 18–23             | 17–13             |                   |
| Sacramento Kings         | 39                | 43                | .476              | 20                | 27–14             | 12–29             | 17–13             |                   |
| Golden State Warriors    | 26                | 56                | .317              | 33                | 15–26             | 11–30             | 11–19             |                   |
| Los Angeles Clippers     | 17                | 65                | .207              | 42                | 13–28             | 4–37              | 6–24              |                   |

## Playoffs

### Primera ronda
Phoenix Suns vs. Portland Trail Blazers 
| Fecha       | Partido                                      | Ciudad   |
| ----------- | -------------------------------------------- | -------- |
| 28 de abril | Phoenix Suns 129, Portland Trail Blazers 102 | Phoenix  |
| 30 de abril | Phoenix Suns 103, Portland Trail Blazers 94  | Phoenix  |
| 2 de mayo   | Portland Trail Blazers 109, Phoenix Suns 117 | Portland |
|             | Phoenix Suns gana las series 3-0             |          |

## Estadísticas

### Temporada regular
| Rk | Jugador           | Edad | P  | PT | MP   | TC  | TCI  | %TC  | T3  | T3I | %T3  | TL  | TLI | %TL   | RO  | RD  | RT  | AS  | RB  | TAP | BP  | FP  | PTS  |
| -- | ----------------- | ---- | -- | -- | ---- | --- | ---- | ---- | --- | --- | ---- | --- | --- | ----- | --- | --- | --- | --- | --- | --- | --- | --- | ---- |
| 1  | Clifford Robinson | 28   | 75 | 73 | 36.3 | 8.0 | 17.6 | .452 | 1.9 | 5.1 | .371 | 3.5 | 5.1 | .694  | 2.0 | 3.6 | 5.6 | 2.6 | 1.1 | 1.1 | 2.1 | 3.2 | 21.3 |
| 2  | Rod Strickland    | 28   | 64 | 61 | 35.4 | 6.9 | 14.8 | .466 | 0.7 | 1.9 | .374 | 4.4 | 5.9 | .745  | 1.1 | 3.8 | 5.0 | 8.8 | 1.9 | 0.1 | 3.3 | 1.8 | 18.9 |
| 3  | Clyde Drexler     | 32   | 41 | 41 | 34.8 | 7.4 | 17.4 | .428 | 2.1 | 5.9 | .363 | 5.0 | 6.0 | .835  | 2.0 | 3.7 | 5.7 | 5.1 | 1.8 | 0.5 | 2.4 | 2.9 | 22.0 |
| 4  | Buck Williams     | 34   | 82 | 82 | 29.5 | 3.8 | 7.4  | .512 | 0.0 | 0.0 | .500 | 1.7 | 2.5 | .673  | 3.1 | 5.1 | 8.2 | 1.0 | 0.8 | 0.8 | 1.5 | 3.1 | 9.2  |
| 5  | Chris Dudley      | 29   | 82 | 82 | 27.4 | 2.2 | 5.4  | .406 | 0.0 | 0.0 | .000 | 1.0 | 2.2 | .464  | 4.0 | 5.4 | 9.3 | 0.4 | 0.5 | 1.5 | 1.0 | 3.5 | 5.5  |
| 6  | Otis Thorpe       | 32   | 34 | 0  | 26.7 | 5.3 | 9.3  | .568 | 0.0 | 0.1 | .000 | 2.9 | 4.5 | .649  | 2.6 | 4.3 | 6.9 | 1.6 | 0.6 | 0.4 | 1.6 | 3.6 | 13.5 |
| 7  | Harvey Grant      | 29   | 75 | 14 | 23.6 | 3.8 | 8.3  | .461 | 0.1 | 0.3 | .308 | 1.4 | 1.9 | .705  | 1.4 | 2.4 | 3.8 | 1.1 | 0.7 | 0.7 | 0.8 | 2.2 | 9.1  |
| 8  | Terry Porter      | 31   | 35 | 9  | 22.0 | 3.0 | 7.6  | .393 | 1.3 | 3.3 | .386 | 1.7 | 2.3 | .707  | 0.5 | 1.8 | 2.3 | 3.8 | 0.9 | 0.1 | 1.7 | 1.7 | 8.9  |
| 9  | James Robinson    | 24   | 71 | 25 | 21.7 | 3.6 | 8.8  | .409 | 1.1 | 3.1 | .341 | 0.9 | 1.5 | .591  | 0.6 | 1.3 | 1.9 | 2.5 | 0.7 | 0.2 | 1.8 | 2.0 | 9.2  |
| 10 | Aaron McKie       | 22   | 45 | 20 | 18.4 | 2.6 | 5.8  | .444 | 0.2 | 0.6 | .393 | 1.1 | 1.6 | .685  | 0.8 | 2.1 | 2.9 | 2.0 | 0.8 | 0.4 | 0.9 | 2.2 | 6.5  |
| 11 | Jerome Kersey     | 32   | 63 | 0  | 18.1 | 3.2 | 7.8  | .415 | 0.1 | 0.4 | .259 | 1.5 | 2.0 | .766  | 1.5 | 2.6 | 4.1 | 1.3 | 0.8 | 0.6 | 1.0 | 2.7 | 8.1  |
| 12 | Negele Knight     | 27   | 3  | 0  | 14.3 | 2.3 | 5.0  | .467 | 0.0 | 0.0 |      | 1.3 | 1.3 | 1.000 | 0.3 | 0.7 | 1.0 | 3.7 | 0.3 | 0.0 | 1.3 | 1.7 | 6.0  |
| 13 | Mark Bryant       | 29   | 49 | 0  | 13.4 | 2.1 | 3.9  | .526 | 0.0 | 0.0 | .500 | 0.8 | 1.3 | .651  | 1.1 | 2.2 | 3.3 | 0.6 | 0.4 | 0.3 | 0.8 | 2.2 | 5.0  |
| 14 | Tracy Murray      | 23   | 29 | 3  | 10.8 | 2.2 | 5.3  | .412 | 0.6 | 1.4 | .390 | 1.0 | 1.2 | .824  | 0.6 | 0.7 | 1.3 | 0.5 | 0.2 | 0.0 | 0.7 | 1.4 | 5.9  |
| 15 | Steve Henson      | 26   | 37 | 0  | 10.3 | 1.0 | 2.3  | .430 | 0.6 | 1.4 | .442 | 0.6 | 0.7 | .880  | 0.1 | 0.6 | 0.7 | 2.3 | 0.2 | 0.0 | 0.8 | 1.4 | 3.2  |
| 16 | James Edwards     | 39   | 28 | 0  | 9.5  | 1.1 | 3.0  | .386 | 0.0 | 0.0 |      | 0.4 | 0.6 | .647  | 0.4 | 1.2 | 1.5 | 0.3 | 0.2 | 0.3 | 0.5 | 1.6 | 2.7  |

### Playoffs
| Rk | Jugador           | Edad | P | PT | MP   | TC  | TCI  | %TC  | T3  | T3I | %T3  | TL  | TLI | %TL  | RO  | RD  | RT  | AS   | RB  | TAP | BP  | FP  | PTS  |
| -- | ----------------- | ---- | - | -- | ---- | --- | ---- | ---- | --- | --- | ---- | --- | --- | ---- | --- | --- | --- | ---- | --- | --- | --- | --- | ---- |
| 1  | Rod Strickland    | 28   | 3 | 3  | 42.0 | 9.0 | 21.7 | .415 | 0.7 | 1.7 | .400 | 4.7 | 6.0 | .778 | 0.3 | 3.7 | 4.0 | 12.3 | 1.0 | 0.7 | 3.3 | 3.7 | 23.3 |
| 2  | Clifford Robinson | 28   | 3 | 3  | 39.7 | 5.7 | 15.7 | .362 | 1.3 | 5.7 | .235 | 3.0 | 5.3 | .563 | 2.3 | 4.0 | 6.3 | 2.7  | 0.7 | 0.3 | 2.7 | 4.3 | 15.7 |
| 3  | Harvey Grant      | 29   | 3 | 3  | 38.3 | 4.7 | 9.3  | .500 | 1.7 | 3.0 | .556 | 3.3 | 5.3 | .625 | 1.0 | 4.3 | 5.3 | 2.0  | 1.0 | 0.7 | 1.3 | 2.0 | 14.3 |
| 4  | Buck Williams     | 34   | 3 | 3  | 34.3 | 3.0 | 5.0  | .600 | 0.0 | 0.0 |      | 2.3 | 3.7 | .636 | 2.7 | 3.7 | 6.3 | 0.3  | 1.3 | 0.7 | 1.3 | 4.7 | 8.3  |
| 5  | Otis Thorpe       | 32   | 3 | 0  | 22.0 | 4.0 | 7.0  | .571 | 0.0 | 0.0 |      | 2.3 | 3.3 | .700 | 1.7 | 2.7 | 4.3 | 0.7  | 0.0 | 0.0 | 1.0 | 4.0 | 10.3 |
| 6  | Jerome Kersey     | 32   | 3 | 0  | 21.0 | 5.3 | 9.3  | .571 | 0.0 | 0.7 | .000 | 2.0 | 3.0 | .667 | 0.7 | 2.0 | 2.7 | 1.0  | 1.0 | 0.3 | 0.0 | 3.7 | 12.7 |
| 7  | Chris Dudley      | 29   | 3 | 3  | 19.7 | 0.7 | 1.0  | .667 | 0.0 | 0.0 |      | 1.0 | 2.7 | .375 | 2.0 | 3.0 | 5.0 | 0.3  | 0.0 | 0.3 | 1.0 | 2.7 | 2.3  |
| 8  | Aaron McKie       | 22   | 3 | 0  | 11.3 | 2.7 | 4.7  | .571 | 0.3 | 0.7 | .500 | 0.0 | 0.0 |      | 0.0 | 0.7 | 0.7 | 0.3  | 1.0 | 0.0 | 0.0 | 1.3 | 5.7  |
| 9  | Terry Porter      | 31   | 3 | 0  | 7.0  | 2.3 | 4.3  | .538 | 0.7 | 1.7 | .400 | 1.0 | 1.7 | .600 | 0.3 | 0.3 | 0.7 | 1.3  | 0.0 | 0.0 | 0.3 | 2.0 | 6.3  |
| 10 | James Edwards     | 39   | 1 | 0  | 4.0  | 0.0 | 1.0  | .000 | 0.0 | 0.0 |      | 0.0 | 0.0 |      | 0.0 | 0.0 | 0.0 | 0.0  | 0.0 | 0.0 | 0.0 | 0.0 | 0.0  |
| 11 | Mark Bryant       | 29   | 2 | 0  | 3.0  | 0.5 | 1.0  | .500 | 0.0 | 0.0 |      | 0.0 | 1.0 | .000 | 0.5 | 0.5 | 1.0 | 0.0  | 0.0 | 0.0 | 0.0 | 0.5 | 1.0  |
| 12 | James Robinson    | 24   | 2 | 0  | 2.0  | 1.0 | 1.5  | .667 | 1.0 | 1.5 | .667 | 0.0 | 0.0 |      | 0.0 | 0.0 | 0.0 | 0.5  | 0.0 | 0.0 | 0.0 | 0.0 | 3.0  |